# Ljunga kontrakt
Ljunga kontrakt var ett kontrakt inom Svenska kyrkan i Härnösands stift. Kontraktet upphörde 31 december 2011 och församlingarna övergick till Medelpads kontrakt.
Kontraktskoden var 1008.

## Administrativ historik
Kontraktet bildades 1900 genom en uppdelning av ett äldre Medelpads kontrakt. Denna del hade namnet Medelpads västra kontrakt och namnändrades 1922 till Ljunga kontrakt. Kontraktet omfattade
- Attmars församling
- Borgsjö församling som 2010 uppgick i Borgsjö-Haverö församling
- Haverö församling som 2010 uppgick i Borgsjö-Haverö församling
- Stöde församling
- Torps församling
- Tuna församling
- Selångers församling som 1962 överfördes till Sundsvalls kontrakt
- Sättna församling som 1962 överfördes till Sundsvalls kontrakt